# Frank Wilczek

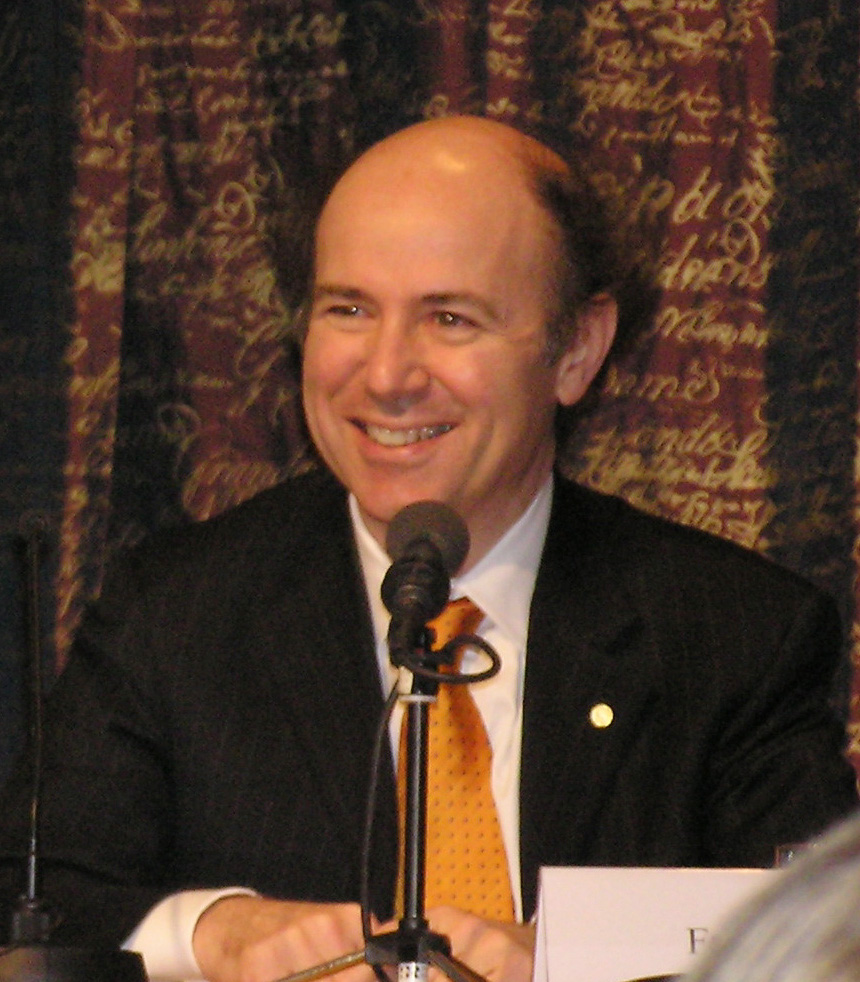
Frank Wilczek 2004 an der Nobel Presse-Konferenz

Frank Anthony Wilczek (* 15. Mai 1951 in Queens, New York City) ist ein US-amerikanischer Physiker und Nobelpreisträger für Physik 2004.

## Kindheit und Ausbildung
Er wurde in Mineola, New York, geboren und ist polnischer und italienischer Herkunft. Seine Großeltern waren Einwanderer, die „wirklich mit den Händen arbeiteten“, so Wilczek, aber sein Vater besuchte Abendkurse, um sich weiterzubilden, und arbeitete als Mechaniker, um seine Familie zu unterstützen. Wilczeks Vater wurde ein „autodidaktischer Ingenieur“, dessen Interesse an Technik und Wissenschaft seinen Sohn inspirierte.
Er besuchte öffentliche Schulen in Queens und absolvierte die Martin Van Buren High School. In dieser Zeit erkannten Wilczeks Eltern, dass er außergewöhnlich talentiert war, nicht zuletzt aufgrund eines Intelligenztests, den ihr Sohn in der Volksschule absolviert hatte.
Nachdem er zwei Klassen übersprungen hatte, kam er mit 13 Jahren in Oberschule (High School). Besonders inspiriert wurde er dort von zwei seiner Physiklehrer, von denen einer einen Kurs unterrichtete, der Schülern auf die nationale Westinghouse Science Talent Search unterstützte. Wilczek war 1967 Finalist und erreichte schließlich mit einem mathematischen Projekt zur Gruppentheorie den vierten Platz.

Im Jahr 1970 schloss er das Bachelorstudium in Mathematik ab und wurde Mitglied von Phi Beta Kappa an der University of Chicago im Jahr 1970. Während seines letzten Jahres als Mathematikstudent in Chicago besuchte er einen Kurs von Peter Freund über Gruppentheorie in der Physik, den er später als „im Grunde genommene Teilchenphysik“ und sehr einflussreich beschrieb:
Peter Freund spielte jedoch eine große Rolle in meinem Leben, weil er diesen Kurs über Gruppentheorie oder Symmetrie in der Physik unterrichtete – er war so enthusiastisch, und er war wirklich begeistert – und es ist ein wunderbares Material. Bis heute halte ich die Quantentheorie des Drehimpulses für einen der absoluten Höhepunkte menschlicher Leistung. Einfach wunderschön. (Im Original: Peter Freund played a big role in my life, though, because he taught this course on group theory, or symmetry in physics that—he was so enthusiastic, and he really gushed—and it's beautiful material. Still to this day I think the quantum theory of angular momentum is one of the absolute pinnacles of human achievement. Just beautiful.)
Wilczek besuchte eine Graduate School an der Princeton University. Nach eineinhalb Jahren wechselte er von Mathematik zu Physik, wobei David Gross sein Doktorvater wurde. 1972 schloss er das Masterstudium in Mathematik ab und 1974 erhielt er für die Arbeit Non-Abelian Gauge Theories and Asymptotic Freedom den Doktortitel in Physik.
Von 1974 bis 1981 und von 1989 bis 2000 war er Professor an der Princeton University, unterbrochen von einer Forschungstätigkeit 1976/77 am Institute for Advanced Study ebenfalls in Princeton mit einer Sloan Research Fellowship. Von 1980 bis 1988 war Wilczek Professor an der University of California, Santa Barbara und Mitglied am Kavli Institute for Theoretical Physics. Seit 2000 ist er Herman Feshbach-Professor für Physik am Massachusetts Institute of Technology.

## Leistungen und Auszeichnungen
1973, während seiner Zeit als Promotionsstudent in Princeton, entdeckte Frank Wilczek zusammen mit David Gross die Asymptotische Freiheit. Sie besagt, dass die Starke Wechselwirkung zwischen Quarks umso schwächer ist, je näher diese beieinander sind. Falls zwei Quarks extrem nah zusammen sind, ist die Wechselwirkung so schwach, dass sie sich fast wie freie Teilchen verhalten. Diese Theorie, die unabhängig auch von David Politzer entdeckt wurde, war ein wichtiger Schritt zur Entwicklung der Quantenchromodynamik.
Wilczek führte das Axion ein und befasste sich später unter anderem intensiv mit Anyonen.
2012 schlug er das Konzept eines „Zeitkristalls“ vor, ein neuer Materiezustand, der im Grundzustand periodische Oszillationen aufweist. Dies wurde von Fachkollegen als unmöglich verworfen. 2017 wurden in extern angeregten Quantensystemen Zustände nachgewiesen, deren Frequenz von der Anregungsfrequenz abweicht. In Analogie zu Wilczeks Idee wurden solche Zustände als „diskrete Zeitkristalle“ bezeichnet.
1982 war er MacArthur Fellow. 1994 wurde Wilczek mit der Dirac-Medaille (ICTP) ausgezeichnet, 2003 mit dem Julius-Edgar-Lilienfeld-Prize der American Physical Society, und 2004 erhielt er gemeinsam mit David Gross und David Politzer den Nobelpreis für Physik für die Entdeckung der asymptotischen Freiheit in der Theorie der Starken Wechselwirkung. 2005 erhielt er den König-Faisal-Preis, 2003 den High Energy and Particle Physics Prize der EPS und 2008 den Julius Wess-Preis des Karlsruher Instituts für Technologie. 2013 wurde er mit der Oskar-Klein-Medaille ausgezeichnet, 2022 mit dem Templeton-Preis. 2023 hielt Wilczek die Historical Lecture im Rahmen der Morris Loeb Lectures.
Er ist außerdem gewähltes Mitglied bzw. Fellow der National Academy of Sciences (1990), der American Academy of Arts and Sciences (1993), der American Association for the Advancement of Science (2000), der American Physical Society und der American Philosophical Society (2005). Er ist auswärtiges Mitglied der Polnischen Akademie der Gelehrsamkeit in Krakau.

## Privates
Frank Wilczek ist seit 1973 mit Elizabeth „Betsy“ Devine verheiratet. Sie haben zwei Töchter, Amity (* 1974) und Mira (* 1982).
Sein Talent als Sänger bewies er 2006 im Rahmenprogramm der Alpbacher Technologiegespräche beim Auftritt an der Seite von Diane Shooman, Professorin am FH Technikum Wien. Zur Aufführung kam die Mini-Oper Atom and Eve, deren Libretto von Marc Abrahams, dem Begründer des Ig-Nobelpreises stammt.

## Schriften
- Frank Wilczek: Lightness of being: mass, ether, and the unification of forces. Basic books, New York 2008, ISBN 978-0-465-00321-1.
- Frank Wilczek: Fantastic realities : 49 mind journeys and a trip to Stockholm. With a contrib. from Betsy Devine. World Scientific,  Singapore 2006, ISBN 981-256-649-X.
- Frank Wilczek and Betsy Devine: Longing for the harmonies: themes and variations from modern physics. Norton, New York 1988, ISBN 0-393-02482-2.
- Frank Wilczek: A Beautiful Question. Penguin, New York 2015[13]
- Frank Wilczek: Fundamentals - Ten Keys To Reality, Penguin Random House, UK 2021, ISBN 978-0-241-30246-0